# Megachile umbripennis
Megachile umbripennis är en biart som beskrevs av Smith 1853. Megachile umbripennis ingår i släktet tapetserarbin, och familjen buksamlarbin. Inga underarter finns listade i Catalogue of Life.